# Birinci Səmədxanlı
Birinci Səmədxanlı è un comune dell'Azerbaigian situato nel distretto di Masallı. Conta una popolazione di 885 abitanti.